# 鳥取県道30号赤碕大山線
鳥取県道30号赤碕大山線（とっとりけんどう30ごう あかさきだいせんせん）は、鳥取県東伯郡琴浦町赤碕から西伯郡大山町に至る県道（主要地方道）である。

## 概要

### 路線データ
- 起点：鳥取県東伯郡琴浦町赤碕（国道9号交点）
- 終点：鳥取県西伯郡大山町大山（鳥取県道24号米子大山線交点）

### 重複区間
- 中部広域農道（東伯郡琴浦町赤碕 - 東伯郡琴浦町太一垣）

## 歴史
- 1993年（平成5年）5月11日 - 建設省から、県道赤碕大山線が赤碕大山線として主要地方道に指定される[1]。

## 路線状況

### 別名
大山環状道路
大山の中腹部を周回する道路で、本路線の大山北西部を周回する道路の一部区間は、大山環状道路の一部を構成する。大山環状道路は、本路線の他、鳥取県道34号、鳥取県道44号、鳥取県道45号、鳥取県道158号の計5路線で構成される。

## 地理

### 通過する自治体
- 東伯郡琴浦町
- 西伯郡大山町

## 交差する道路
| 交差する道路                                                                     | 市町村名 | 市町村名 | 交差する場所         | 交差する場所 |
| -------------------------------------------------------------------------------- | -------- | -------- | -------------------- | ------------ |
| 国道9号                                                                          | 東伯郡   | 琴浦町   | 赤碕                 | 起点         |
| 中部広域農道 重複区間起点                                                        | 東伯郡   | 琴浦町   | 赤碕                 |              |
| 鳥取県道289号船上山赤碕線                                                        | 東伯郡   | 琴浦町   | 赤碕                 |              |
| 中部広域農道 重複区間終点                                                        | 東伯郡   | 琴浦町   | 太一垣（たいちがき） |              |
| 鳥取県道239号羽田井植松線                                                        | 西伯郡   | 大山町   | 羽田井               |              |
| 鳥取県道34号倉吉赤碕中山線                                                       | 西伯郡   | 大山町   | 羽田井               |              |
| 鳥取県道276号高橋松河原線                                                        | 西伯郡   | 大山町   | 高橋                 |              |
| 鳥取県道54号豊房御来屋線 鳥取県道277号豊房名和線 重複                            | 西伯郡   | 大山町   | 豊房                 |              |
| 鳥取県道305号大山佐摩線                                                          | 西伯郡   | 大山町   | 豊房                 |              |
| 鳥取県道24号米子大山線 鳥取県道158号大山口停車場大山線 鳥取県道284号大山寺岸本線 | 西伯郡   | 大山町   | 大山                 | 終点         |

### 沿線にある施設など
- 大山
- 大山寺
- 大山スキー場